# Wilson (családnév)
Wilson egy gyakori angol, skót és ír eredetű név. Kereszt- és családnévként egyaránt előfordul. Jelentése „son of Wil”, azaz „Wil fia”, ahol a Wil az ógermán eredetű William (vö. Vilmos) becézése. (Lásd még: Willson és McLiam.) A 8. leggyakoribb vezetéknév Angliában és a 10. leggyakoribb az Amerikai Egyesült Államokban. A harmadik Skóciában és a 17. Írországban, de olyan, angolok által lakott országokban is igen elterjedt, mint Kanada, Ausztrália, Dél-Afrika és Új-Zéland.
2009. november 25-én 43 115 Wilson keresztnevű és 893 941 Wilson családnevű személy élt az Amerikai Egyesült Államokban.

## Híres Wilson nevű személyek
- Alexander Wilson (1714–1786) skót orvos, csillagász, matematikus, meteorológus
- Alexander Wilson (1766–1813) skót–amerikai ornitológus, költő
- Brian Wilson, a Beach Boys egykori tagja
- Carl Wilson, a Beach Boys egykori tagja
- Cassandra Wilson amerikai dzsesszénekesnő
- Charles Thomson Rees Wilson Nobel-díjas skót fizikus
- Dennis Wilson, a Beach Boys egykori tagja
- Don Wilson amerikai színész
- Edward Osborne Wilson amerikai biológus, naturalista filozófus
- Harold Wilson brit politikus, volt miniszterelnök
- Jared Wilson angol labdarúgó
- Justin Wilson brit autóversenyző
- Lambert Wilson francia színész
- Luke Wilson amerikai színész
- Malcolm Wilson amerikai politikus, New York állam kormányzója
- Malcolm Wilson brit autóversenyző
- Marilyn Wilson ausztrál úszónő
- Matthew Wilson brit autóversenyző
- Owen Wilson amerikai színész
- Precious Wilson jamaicai énekesnő
- Richard Wilson walesi tájképfestő
- Robert Wilson amerikai szenátor
- Robert Wilson avantgárd színházrendező
- Robert R. Wilson amerikai fizikus
- Robert Charles Wilson Hugo-díjas kanadai sci-fi-író
- Sir Robert Thomas Wilson brit tábornok, politikus
- Robert Woodrow Wilson Nobel-díjas amerikai fizikus
- Sid Wilson amerikai DJ
- Thomas Woodrow Wilson, az Egyesült Államok 28. elnöke
- William Edward Wilson (1851–1908) ír csillagász

## Kitalált személyek
- Ava Wilson, az Odaát című televíziós sorozat szereplője
- Dr. James Wilson, a Doktor House című televíziós sorozat szereplője
- Wilson kapitány, a Csengetett, Mylord? című televíziós sorozat szereplője